# Luis Hernán Melgar
Luis Hernán Melgar (Santa Cruz de la Sierra, Bolivia, 22 de febrero de 1983) es un futbolista boliviano. Juega de delantero y actualmente se encuentra sin equipo.

## Clubes
| Club                   | País    | Año         |
| ---------------------- | ------- | ----------- |
| San José               | Bolivia | 2008 - 2009 |
| Real Potosí            | Bolivia | 2010        |
| Oriente Petrolero      | Bolivia | 2010        |
| The Strongest          | Bolivia | 2011 - 2015 |
| Nacional Potosí        | Bolivia | 2015 - 2016 |
| Guabirá                | Bolivia | 2016 - 2017 |
| Universitario de Sucre | Bolivia | 2017        |

## Palmarés

### Campeonatos nacionales
| Título        | Club          | País    | Año  |
| ------------- | ------------- | ------- | ---- |
| Apertura 2012 | The Strongest | Bolivia | 2012 |